# Golf van Khambhat

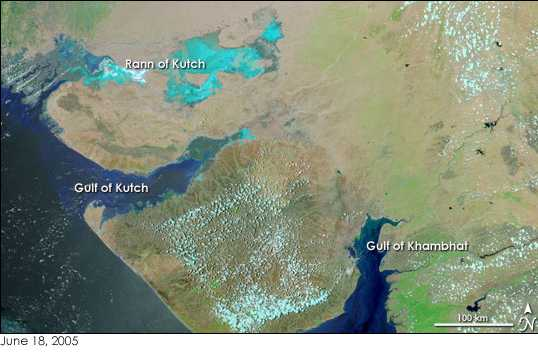
Golf van Khambhat aan de rechterkant van de foto

De Golf van Khambhat (voorheen ook bekend als de Golf van Cambay) is een inham van de Arabische Zee aan de westkust van India, in de deelstaat Gujarat. 

## Geografie
De Golf van Khambat is ruim 120 kilometer lang en splitst het schiereiland Kathiawar in het westen van de oostelijke kant van de golf in de deelstaat Gujarat. De Narmada, Tapti en Mahi rivieren monden erin uit. De Golf van Khambat is ondiep en zit vol geulen en zandbanken. Zij staat bekend om de extreme hoogteverschillen tussen eb en vloed, die met grote snelheid oprukken en terugtrekken. Bij eb valt de golf in de buurt van de stad Khambhat bijna leeg. 

## Geschiedenis
De Golf van Khambhat is sinds de oudheid een belangrijk handelscentrum; haar havens verbinden Centraal-India met de maritieme handelsroutes over de Indische Oceaan. Bharuch (Broach), Surat, Khambhat, Bhavnagar, and Daman zijn historische, belangrijke havensteden. Bharuch is al belangrijk vanaf de oudheid; Khambhat was de belangrijkste haven aan de golf in de Middeleeuwen, maar verloor deze rol in de tijd van de Mogols door verzilting aan Surat. 

## Economie
De recycling scheepswerf van Alang maakt gebruik van de extreem hoge verschillen in het tij in de Golf van Khambat. Grote schepen worden bij springtij, twee keer per maand, op het strand gezet om daar vervolgens te worden ontmanteld. 